# Miracle Laurie
Miracle Laurie (Huntington Beach, 17 de outubro de 1981) é uma actriz americana mais conhecida por protagonizar Mellie, November e Madeleine na série de televisão Dollhouse de Joss Whedon.

## Carreira
O primeiro papel televisivo de Miracle foi de Irmã Veronica em Medical Investigation. Cinco anos depois ela interpretou Elsa no episódio piloto de The Cabonautos.
Em 2009 Miracle entrou no casting de Joss Whendon para 'Dollhouse'.
Além de tudo isto Miracle dança e toca cavaquinho na banda que ela formou com o marido. A Uke Box Heroes.
1. ↑  Jason Tanamor (22 de novembro de 2009). «Interview: Dollhouse's Miracle Laurie». CINEMABLEND. Consultado em 6 de janeiro de 2020